# Auguste Fickert
Auguste Fickert (Viena, 25 de mayo de 1855-Maria Enzersdorf, 9 de junio de 1910) fue una profesora y escritora, pionera feminista y reformadora social austriaca. Sus posiciones políticas se situaban en el ala izquierda del feminismo austríaco y se alió con organizaciones proletarias en campañas en torno a la educación y la protección legal de las mujeres de la clase trabajadora. En 1893 fue cofundadora de la Allgemeiner Österreichischer Frauenverein (Asociación General de Mujeres de Austria; AÖFV), cuya presidencia asumió en 1897. Editó las revistas de la organización Dokumente der Frauen (Documentos de mujeres) y Neues Frauenleben (Nueva vida de la mujer).

## Biografía
Fickert era hija de Wilhelm Fickert, un impresor de la corte vienesa, y su esposa Louise. Tenía una hermana, Marianne, y dos hermanos, Emil y Willy. Asistió a la Volksschule de Viena, pasó un año de estudios secundarios en el Convento de las Señoritas Inglesas en Burghausen (Baviera, Alemania), y finalmente se enroló en el Real Instituto de Formación de Maestras de Viena (Lehrerinnenbildungsanstalt St. Anna), del que se graduó con honores en 1876, y donde conoció a quien sería su gran amiga, la pedagoga y también activista feminista Ida Baumann.
Comenzó a enseñar ese mismo año en una escuela de niñas en la Schulegasse de Viena. Fickert fue docente durante toda su vida profesional. Abandonó la Iglesia católica en 1893 y criticó públicamente la base religiosa de la instrucción escolar en Austria. Como resultado, tuvo que soportar ataques vitriólicos por parte del clerical (y antisemita) Partido Social Cristiano, que continuaron durante toda su vida.
En la década de 1880, probablemente en 1872, se unió a la Asociación de Maestros y Educadores de Austria, fundada en 1870.
Fickert ha sido referenciada en prensa desde principios de la década de 1890 en relación con la demanda del sufragio femenino. Cuando las mujeres contribuyentes de la Baja Austria fueron privadas de su derecho de voto como parte de la incorporación de los suburbios a Viena, Fickert, junto con Marie Schwarz y Marie Musill, convocaron a una protesta en 1889. El anuncio de esta decisión fue una ocasión para la movilización de las mujeres en la lucha por sus derechos políticos. Como resultado, en 1893 se fundó la AÖFV, que representaba el ala radical del movimiento de mujeres austriacas, y Auguste Fickert se convirtió en su presidenta en 1897. La AÖFV se diferencia de otras asociaciones de mujeres por sus objetivos políticos. Recogió más de 1000 firmas de mujeres que protestaban por la pérdida del derecho al voto concedido en 1862. Sin embargo, la medida siguió adelante. Así comenzó su carrera como activista por el sufragio universal femenino en Austria. También participó en campañas para sindicalizar a las funcionarias públicas y para lograr un mejor trato a las prostitutas.
En 1899 fundó, junto con Rosa Mayreder y Marie Lang, la revista Dokumente der Frauen, el órgano asociativo de la AÖFV, que discutía cuestiones políticas, jurídicas y psicoanalíticas del movimiento feminista. Después de un desacuerdo con Marie Lang y la interrupción de los Dokumente der Frauen, publicó sola la revista Neues Frauenleben (Nueva vida de mujer) entre 1902 y 1910.

Auguste Fickert cofundó la AÖFV en 1893. Esta organización hizo campaña por la mejora de la vida de las mujeres proletarias. Era la organización feminista más radical de Austria en aquella época. Fue editora de sus publicaciones, Dokumente der Frauen y Neues Frauenleben.

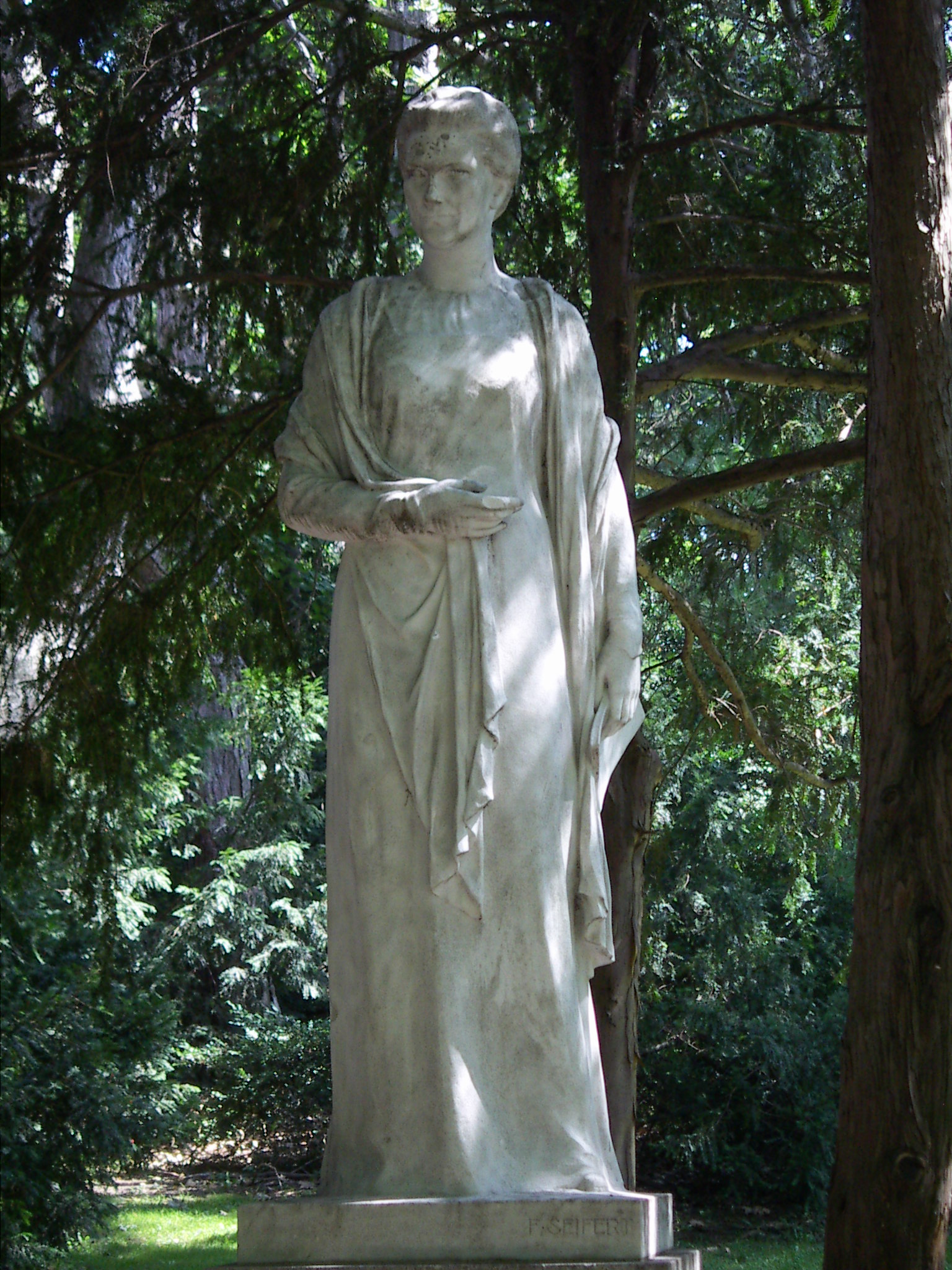
Estatua de Fickert en el Türkenschanzpark de Viena

En 1897 se convirtió en directora de la organización. Trabajó en estrecha colaboración con su amiga Marie Lang, pero los desacuerdos y discusión pública hicieron que cediese su papel en los periódicos a Lang. Su naturaleza intransigente contribuyó a este fracaso en el trabajo conjunto con otras mujeres. Posteriormente se convirtió en una figura inspiradora del movimiento de mujeres en Austria. En 1902 Fickert fundó una revista que llamó Neues Frauenleben con Leopoldine Kulka como editora. Kulka fue una historiadora de literatura y la primera mujer profesora en la Universidad de Viena.
Su compañera íntima y amiga durante su vida adulta fue Ida Baumann, también profesora, quien compartió sus primeros pasos en la acción política y permaneció cerca de ella durante toda su vida. Baumann evitó los focos de atención y no alcanzó la fama de Fickert. Al final de su vida, Fickert participó en la Einküchenhaus (casa con una sola cocina), una cooperativa de viviendas para mujeres profesionales.
En 1910, a los 55 años, Fickert sufrió dolores internos atribuidos a una insuficiencia orgánica y murió el 9 de junio en un sanatorio de Maria Ensedorf, Baja Austria. Está enterrada en el cementerio Neustift am Walde en Viena.

## Honores
En 1929, el escultor Franz Seifert creó un monumento en su honor. la estatua se encuentra actualmente en el Türkenschanzpark en Währing, Viena, y lleva la inscripción: "Llena de coraje y energía, sacrificó su vida por altos ideales".
La calle Fickertgasse de Viena recibió su nombre en 1926.